# Erich Federschmidt
Erich Herman Federschmidt, ameriški veslač, * 14. junij 1895, † februar 1962, Martin County, Florida.
Federschmidt je za ZDA nastopil na Poletnih olimpijskih igrah 1920 v Antwerpnu, kjer je v četvercu s krmarjem osvojil srebrno medaljo.